# Tasmolacultuur
De Tasmolacultuur (Kazachs: Тасмола мәдениеті, Russisch: Тасмолинская культура, Tasmolinskaja koeltoera) was een archeologische cultuur van de ijzertijd (ongeveer 7e tot 3e eeuw v.Chr.) op het grondgebied van het huidige Kazachstan. Het vondstgebied strekt zich uit tussen de rivieren Syr Darja, Isjim en Irtysj en het Zevenstromenland, met de grootste dichtheid ten zuiden van Karaganda. De dragers van de Tasmolacultuur waren ruiternomaden, en kunnen mogelijk geïdentificeerd worden met de in antieke bronnen vermeldde Massageten. De overgang met de voorafgaande Begazy-Dandybajcultuur is nog onduidelijk.
Het aardewerk is relatief uniform: er zijn voornamelijk potten met brede vlakke bodems, steile wanden, korte schouders en uitbuigende randen. De metalen artefacten bestaan al voor een groot deel uit ijzer, maar bronzen producten spelen nog steeds een belangrijke rol. Typisch zijn bepaalde soorten pijlpunten, oogjesspiegels, riemsieraden en versierde gordelstukken, later ook acinaces. De metaalwaren vertonen een Skythisch-Siberische dierstijl gerelateerd met de late fase van de Aldy-Belcultuur in Toeva.
Alle vondsten van de Tasmolacultuur komen uit begraafplaatsen bestaande uit verschillende kleine, lage, uit steen en grond opgeworpen grafheuvels. De meeste doden werden begraven in eenvoudige, deels met stenen versterkte graven in het midden van de grafheuvel. Ze lagen in gestrekte rugligging met het hoofd naar het noorden of noordwesten. In de rijkere graven werden ook paarden gevonden. Karakteristiek zijn de waarschijnlijk de dodencultus dienende steenrijen bij de grafheuvels (Russisch: Курганы с усами, koergane s oesami, "grafheuvels met snorren").
Zoals bij alle ruiternomaden van de Euraziatische steppe was de economie gebaseerd op veehouderij, en vanwege de rijkdom aan bodemschatten was de metallurgie waarschijnlijk ook van belang.